# Astrea Rupes
L'Astrea Rupes è una struttura geologica della superficie di Mercurio.